# Undibacterium squillarum
Undibacterium squillarum es una especie de  bacteria gramnegativa del género Undibacterium. Fue descrita en el año 2014. Su etimología hace referencia a camarón. Es anaerobia facultativa y móvil por flagelo. Tiene un tamaño de 0,3-0,5 μm de ancho por 1,2-1,8 μm de largo. Forma colonias circulares, lisas, convexas, de color amarillo claro y con márgenes enteros en agar R2A tras 72 horas de incubación. Temperatura de crecimiento entre 20-40 °C, óptima de 25-30 °C. Catalasa negativa y oxidasa positiva. Es sensible a tetraciclina, sulfametoxazol, rifampicina, novobiocina, estreptomicina, cloranfenicol, ácido nalidíxico, penicilina, ampicilina, gentamicina y kanamicina. Tiene un contenido de G+C de 52,2%. Se ha aislado de un estanque de cultivo de camarones en Taiwán. 